# Achrus pygmaeus
Achrus pygmaeus är en insektsart som beskrevs av Mitjaev 1971. Achrus pygmaeus ingår i släktet Achrus och familjen dvärgstritar. Inga underarter finns listade i Catalogue of Life.